# Ach, ten Andy!
Ach, ten Andy! (ang. What's with Andy?) – francusko-niemiecki serial animowany zrealizowany we współpracy z kanadyjskim studiem Cinegroupe, powstający od roku 2001. W Polsce emitowany był przez telewizję Fox Kids/Jetix, od 1 września 2003 do 2009 roku, a na Disney XD od 19 września 2009 do 28 lutego 2012.

## Fabuła
Serial opowiada o przygodach Andy’ego Larkina, nastolatka mieszkającego w kanadyjskim miasteczku East Gackle. Pasją Andy’ego jest wycinanie innym kawałów – wymyśla ich kilka dziennie, jednak nie wszystkie zostają wykonane. W realizacji dowcipów Andy’emu pomagają przyjaciel Danny Picket oraz Mush, dostawca pizzy. Choć Andy i Danny uważają, że ich żarty są cudowne i genialne, mieszkańcy miasta East Gackle są przeciwnego zdania – przeważnie kończą się one dla nich czymś niemiłym.

## Postacie
- Andrew „Andy” Larkin – tytułowy antybohater kreskówki. Uważa się za „największego numeranta świata”, choć nie zawsze jego numery wychodzą po jego myśli, zazwyczaj kończą się niepowodzeniem. Jego najlepszym przyjacielem i wspólnikiem jest Danny Pickett. Andy jest zakochany w Lori, ale nawet dla niej nie zrezygnowałby z robienia dowcipów. By zrobić kawał wykorzysta każdą nadającą się do tego sytuację. Jego oponentami są jego siostra Jen, Lik i Leech, Jervis Coltrane, dyrektor De Rosa, Craig Bennett oraz policja. W odcinku Psychologiczne gierki Andy odkrywa, że jego ojciec też był w przeszłości numerantem, jednak nie może w to uwierzyć.
- Daniel „Danny” Thadeus Pickett – najlepszy przyjaciel i wspólnik Andy’ego. Jest Afroamerykaninem dość niskiego wzrostu i nosi charakterystyczne okulary. Mówi o sobie „drugi najlepszy numerant świata”. Danny w przeciwieństwie do partnera często myśli racjonalnie i wykazuje się zdrowym rozsądkiem, zwłaszcza jeśli sądzi, że ich żart mógłby przynieść poważne i negatywne dla nich konsekwencje.
- Laura „Lori” Mackney – szkolna dziennikarka, w której Andy jest zakochany. Lori odwzajemnia jego uczucia, choć sama uważa go za kiepskiego dowcipnisia. Nie przepada za Jen. O jej względy z Andym rywalizuje Jarvis Coltraine. Mimo swoich uczuć do Lori Andy nawet dla niej nie przestałby wycinać żartów.
- Jennifer „Jen” Larkin – siostra Andy’ego. Numery swojego brata uważa za bardzo dziecinne i mało zabawne. Często pada ich ofiarą, aczkolwiek zdarza się, że demaskuje Andy’ego i przerywa jego dowcipy. Uważa go za „pokrakę” lub „wybryk natury”. Jest przewodniczącą samorządu uczniowskiego i kapitanem drużyny czirliderek. Koleguje się z Teri, podkochuje się w Craigu Bennecie, nie przepada za Lori i Dannym (zwłaszcza za Dannym). Nic nie wie o przeszłości swojego ojca jako dowcipnisia. Jen jest starsza od brata.
- Alfred „Al” Larkin – ojciec Andy’ego i Jen, mąż Friedy, pracuje w lokalnej fabryce papieru, gdzie stara się o awans. Mimo spokojnego trybu życia, poważnej postawy i pozornie drętwego poczucia humoru w odcinku Psychologiczne gierki okazało się, że Al w przeszłości był „największym numerantem świata” znanym jako „Tajemniczy Kawalarz” (gdyż jako dowcipniś starał się być całkowicie anonimowy), jednak został wyleczony z żartowania przez szkolną psycholog – panią Murphy. W pewnym momencie Andy również został zmuszony do wizyt u niej, jednak miał znacznie więcej szczęścia od ojca i przechytrzył terapeutkę, przez co zdołał ostatecznie dokończyć jego ostatnie dzieło zwane „Baranim Kotletem”.
- Frieda Larkin – matka Andy’ego i Jen, żona Ala, uwielbia prace społeczne na rzecz East Gackle. Jest kochającą osobą, ale surową w stosunku do Andy’ego i nielubiącą jego kawałów. Frieda nie zna przeszłości swojego męża jako żartownisia.
- Spank – pies Larkinów. Jest leniwy i uwielbia jeść, w szczególności suszone śliwki. Ma problemy z żołądkiem, przez co często puszcza śmierdzące bąki (w odcinku Najlepsi wrogowie miał bardzo silne wzdęcia po zjedzeniu sporej ilości chili).
- Norman „Ned” Larkin – ojciec Ala, dziadek Andy’ego i Jen. Jest kawalarzem – gen numeranta odziedziczyli po nim zarówno jego wnuk, jak i syn (który przed akcją kreskówki został wyleczony z żartowania). Jest członkiem organizacji SSPLAT (Stowarzyszenie Staruszków Płatających Figle), do którego należą też pani Moutonbacker i pan Flanagan (Flenny). W odcinku Więzi rodzinne za namową nowo poznanej kobiety decyduje się nie robić więcej kawałów, jednak później Andy uświadamia mu jaka to frajda. Nie pojawił się ani razu w drugiej serii.
- Teri – najlepsza przyjaciółka Jen. Rzadko pada ofiarą kawałów Andy’ego, choć w odcinku Straszna Teri była podejrzewana o posiadanie paranormalnych umiejętności.
- Peter Lik i Andrew Leech – dwójka niezbyt inteligentnych szkolnych chuliganów. Lubią dręczyć słabszych, w szczególności Martina Bonwicka i dwójkę głównych bohaterów. Lik posiada charakterystycznego, niebieskiego irokeza, ponadto jego ojciec ma sklep z narzędziami. Leech jest gruby i nosi czapkę o imieniu Nuffy, do której jest bardzo przywiązany; często powtarza wyrażenie „No wiesz”. Lik i Leech boją się tylko szkolnej drużyny futbolowej, zwłaszcza Craiga Bennetta.
- Martin Bonwick – kujon i mięczak, wielki fan science-fiction. Jest na tyle naiwny, że często pada ofiarą dowcipów Andy’ego. Jest bardzo często nękany przez Lika i Leecha, którzy chcą zabrać mu jego kieszonkowe.
- Craig Bennett – kapitan szkolnej drużyny futbolowej, utalentowany również w innych dziedzinach sportu. Jen jest zakochana w nim po uszy. Nie jest zbyt inteligentny, przez co zazwyczaj pada ofiarą żartów Andy’ego. Jest jedną z niewielu osób, których boją się Lik i Leech.
- Jervis Coltrane – rywal Andy’ego o względy Lori, jest niskiego wzrostu snobem oraz najbogatszą osobą w szkole. Jego ojciec sprzedaje telewizory.
- Victor „Mush” Mushkovitz – dostawca pizzy, kumpel Andy’ego i Danny'ego, często pomaga im w realizacji ich dowcipów. Zawsze nosi charakterystyczne okulary słoneczne i dredy. Jest osobą lojalną – Andy i Danny zawsze mogą liczyć na jego pomoc zwłaszcza gdy znajdą się w tarapatach lub potrzebują transportu. Często udziela Andy’emu rad w sposób nawiązujący do robienia pizzy. W odcinku Numery chodzą parami wyznał, że w przeszłości rzucił szkołę.
- Percy De Rosa – dyrektor szkoły w mieście East Gackle. Z bardzo oczywistych powodów Andy stale jest w kręgu jego podejrzeń jeśli chodzi o incydenty szkolne. Wielbiciel i wykonawca waz ceramicznych. Choć Andy’ego szczerze nienawidzi, to o Jen ma bardzo dobre zdanie.
- Pan Hutchins – nauczyciel, prawdopodobnie wychowawca klasy Andy’ego, Danny'ego i Lori. Często łapie się na numery głównego bohatera, ponadto wierzy w kosmitów, dlatego stał się ofiarą dowcipu Andy’ego w odcinku Kosmici z East Gackle.
- Pani Woolmare – nauczycielka historii i opiekunka szkolnego chóru. Pojawia się rzadko, ale zwykle staje się ofiarą numerów Andy’ego.
- Pani Weebles – sekretarka De Rosy. Nie lubi, gdy zwierzęta załatwiają się w miejskim parku.
- Pan Clyde – szkolny woźny, były wojskowy i strażnik więzienny. Zakochany w pani Scorn.
- Pani Scorn – szkolna bibliotekarka. Ma obsesję na punkcie książek. Zakochana w panu Clydzie.
- Steve Rowgee Senior i Junior – dwaj policjanci z East Gackle, ojciec i syn. Steve Senior to emerytowany szeryf, który w przeszłości nosił ksywkę „Wariata o Żelaznej Pięści” z powodu swojej nieugiętości i nieustępliwości w walce z przestępcami. Jego syn, Steve Junior, jest aktualnym szeryfem i całkowitym przeciwieństwem ojca – jest niezbyt inteligentny i mało rozgarnięty, przez co Steve Senior bardzo często mu towarzyszy.
- Burmistrz Henry K. Roth – burmistrz East Gackle. Wielbiciel krasnali, a szczególnie dużej maskotki (która w drugim sezonie została zastąpiona dużą drewnianą figurką Panem East Gackle) w centrum miasta. Zawsze nosi na sobie sportowe ubranie. Również często pada ofiarą żartów Andy’ego. Jest przełożonym Steve'ów.
- Roger Timberly – szef Ala, właściciel fabryki papierów. Ma o nim złe zdanie i próbuje go unikać tak często, jak to tylko możliwe.
- Pani Murphy – szkolna psycholog, specjalizuje się w hipnozie. 20 lat przed akcją serialu wyleczyła Ala z robienia numerów. Później próbowała też wyleczyć Andy’ego, który jednak miał dużo więcej szczęścia od ojca i zdołał ją przechytrzyć.

## Wersja oryginalna
- Ian James Corlett – Andy Larkin
- Bumper Robinson – Danny Pickett (seria I)
- Daniel Brochu – Danny Pickett (seria II i III)
- Danny Cooksey – Peter Lik (seria I)
- Mark Hauser – Peter Lik (seria II i III)
- Scott Parkin – Andrew Leech (seria I)
- Craig Francis –
  - Andrew Leech (seria II i III),
  - Steve Rowgee Junior (seria II i III)
- Dee Bradley Baker –
  - Al Larkin (seria I),
  - Martin Bonwick (seria I),
  - Jervis Coltrane (seria I),
  - Steve Rowgee Senior (seria I),
  - dyrektor DeRosa (seria I),
  - pan Hutchins (seria I)
- Arthur Holden – Al Larkin (seria II i III)
- Cathy Cavadini –
  - Frieda Larkin (seria I),
  - Teri (seria I)
- Susan Glover – Frieda Larkin (seria II i III)
- Holly Gauthier-Frankel – Teri (seria II i III)
- Jenna von Oÿ – Jen Larkin (seria I)
- Jessica Kardos – Jen Larkin (seria II i III)
- Colleen O’Shaughnessey – Lori Mackney (seria I)
- Jaclyn Linetsky – Lori Mackney (seria II)
- Eleanor Noble – Lori Mackney (seria III)
- Michael Yarmush – Martin Bonwick (seria II i III)
- Bruce Dinsmore –
  - Jervis Coltrane (seria II i III),
  - pan Hutchins (seria II i III)
- Carlos Alazraqui – Craig Bennett (seria I)
- Matt Holland – Craig Bennett (seria II i III)
- Tom Kenny –
  - Steve Rowgee Junior (seria I),
  - burmistrz Roth (seria I)
- Terrence Scammell –
  - Steve Rowgee Senior (seria II i III),
  - dyrektor DeRosa (seria II i III)
- Mushond Lee – Mush (seria I)
- Mathew Mackay – Mush (seria II i III)

## Wersja polska
Opracowanie i udźwiękowienie wersji polskiej: na zlecenie (Fox Kids) Jetix – Studio Eurocom

Reżyseria:
- Andrzej Precigs (odc. 1-52),
- Tomasz Marzecki (odc. 53-57, 62-66, 71-74),
- Ewa Kania (odc. 58-61, 67-70, 75-78)

Dialogi:
- Berenika Medyńska (odc. 1-8, 12-13, 16-17, 21-23, 39-40, 45-47, 53, 55),
- Katarzyna Precigs (odc. 9-11, 14-15, 18-20, 24-29, 32, 35-36),
- Katarzyna Krzysztopik (odc. 30-31, 33-34, 37-38, 41-43, 49-52),
- Grzegorz Drojewski (odc. 48, 56, 60),
- Aleksandra Rojewska (odc. 54, 57-59, 61, 64, 78),
- Dariusz Machulski (odc. 62-63, 69, 71),
- Hanna Górecka (odc. 65-66, 75-76),
- Maciej Wysocki (odc. 67-68, 70, 72, 77),
- Wojciech Szymański (odc. 73-74)

Dźwięk i montaż:
- Jacek Kacperek (odc. 1-26),
- Jacek Gładkowski (odc. 27-52),
- Krzysztof Podolski (odc. 53-78)

Kierownictwo produkcji: Marzena Omen-Wiśniewska

Teksty piosenek: Andrzej Gmitrzuk

Śpiewali:
- Jacek Kopczyński, Piotr Gogol, Michał Rudaś, Paweł Hartlieb (I i II seria),
- Piotr Gogol, Adam Krylik i Krzysztof Pietrzak (III seria)

Kierownictwo muzyczne: Piotr Gogol

Lektor: Tomasz Knapik

Udział wzięli:
- Jacek Kopczyński – Andrew „Andy” Larkin
- Jacek Wolszczak – Daniel „Danny” Thadeus Pickett
- Krystyna Kozanecka – Jennifer „Jen” Larkin
- Iwona Rulewicz –
  - Teri,
  - Natasha Tisdale (odc. 5)
- Joanna Pach –
  - Lori Mackney (niektóre odcinki serii I i III),
  - Asystentka reżysera (odc. 68)
- Aleksandra Rojewska –
  - Lori Mackney (seria II, niektóre odcinki I i III serii),
  - Teri (niektóre odcinki serii I),
  - Mercera – przewodnicząca klubu „Happy” (odc. 2),
  - Easter Gackle (odc. 3),
  - Suzy (odc. 52)
- Paweł Szczesny –
  - Craig Bennett,
  - dyrektor De Rosa,
  - em. szeryf Steve Rowgee Senior (oprócz odc. 35),
  - różne postacie
- Piotr Warszawski –
  - Peter Lik,
  - burmistrz Henry K. Roth (I seria),
  - ojciec Lori (odc. 2),
  - szeryf Steve Rowgee Junior (jedna scena odc. 5),
  - Bryan (odc. 42),
  - Raul (odc. 64),
  - przestępca (odc. 71),
  - różne postacie
- Józef Mika –
  - Andrew Leech,
  - Alfred „Al” Larkin,
  - szeryf Steve Rowgee Junior,
  - różne postacie
- Mieczysław Morański –
  - Victor „Mush” Mushkovitz,
  - Kuzyn Elwood,
  - burmistrz Henry K. Roth (II seria),
  - Pan Clight (niektóre odcinki),
  - pan Hutchins (większość odcinków),
  - Martin Bonwick (większość odcinków II serii i III seria),
  - Norman „Ned” Larkin (III seria),
  - inspektor (odc. 77),
  - różne postacie
- Andrzej Precigs –
  - Martin Bonwick (I seria i niektóre odcinki II serii),
  - Jervis Coltrane (I seria),
  - pan Hutchins (niektóre odcinki),
  - em. szeryf Steve Rowgee Senior (odc. 35),
  - różne postacie (oprócz III serii)
- Mirosława Niemczyk – Frieda Larkin (niektóre odcinki I serii)
- Hanna Chojnacka – Frieda Larkin (większość odcinków I serii, II-III seria)
- Jolanta Wołłejko –
  - pani Weebles,
  - pani Timberly,
  - pani Murphy
- Jerzy Molga – Norman „Ned” Larkin (I seria)
- Ewa Serwa –
  - pani Scorn,
  - koleżanka Lori (odc. 27)
- Grzegorz Drojewski –
  - Jervis Coltrane (II i III seria),
  - Sheldon,
  - Morris (odc. 43),
  - Vole (odc. 76),
  - różne postacie
- Magdalena Krylik –
  - Rachel (odc. 53),
  - Bobby (odc. 54)
- Joanna Węgrzynowska – 
  - Luella (odc. 54, 58),
  - Anthony (odc. 54)
- Stefan Knothe –
  - redaktor Winters (odc. 67),
  - reżyser filmowy (odc. 68)
- Ewa Kania –
  - reporterka (odc. 70, 75),
  - Luella (odc. 77)
- Katarzyna Łaska –
  - Betty (odc. 72),
  - pani Roth (odc. 73)
- Cezary Kwieciński – Simon Le Knotte
- Krzysztof Zakrzewski –
  - nauczyciel W-Fu (II seria),
  - pan Timberly (II seria),
  - Harvey,
  - profesor Livingston,
  - Pan McGee (odc. 49)
- Tomasz Marzecki –
  - pan Timberly (III seria),
  - burmistrz Henry K. Roth (III seria),
  - pan Clight (III seria),
  - naprawiacz

i inni

## Odcinki
- Premiery w Polsce:
  - I seria (odcinki 1-26) – 1 września 2003 roku,
  - II seria (odc. 27-36) – 1 stycznia 2005 roku,
  - II seria (odc. 37-52) – 10 lutego 2005 roku,
  - III seria (odcinki 53-78) – 1 kwietnia 2007 roku.

### Spis odcinków
| Premiera odcinka | N/o | Polski tytuł                           | Angielski tytuł                     |
| ---------------- | --- | -------------------------------------- | ----------------------------------- |
|                  |     |                                        |                                     |
| SERIA PIERWSZA   |     |                                        |                                     |
|                  |     |                                        |                                     |
| 01.09.2003       | 01  | Sztuka wypychania                      | Just Stuffing                       |
|                  |     |                                        |                                     |
| 02.09.2003       | 02  | Mordoklejki                            | Gooey Chewies                       |
|                  |     |                                        |                                     |
| 03.09.2003       | 03  | Bomba z forsą                          | Beat the Bomb                       |
|                  |     |                                        |                                     |
| 04.09.2003       | 04  | Rymowanka                              | Rhyme Time                          |
|                  |     |                                        |                                     |
| 05.09.2003       | 05  | Walka na jedzenie                      | Food Fight                          |
|                  |     |                                        |                                     |
| 06.09.2003       | 06  | Krótki kurs pokazywania majtek         | 101 Underpants                      |
| 06.09.2003       | 06  | Zabawa w umarlaka                      | Playing Dead                        |
|                  |     |                                        |                                     |
| 07.09.2003       | 07  | Przedstawienie                         | The Show Must Go On                 |
|                  |     |                                        |                                     |
| 08.09.2003       | 08  | Tajna broń                             | Emergency Spew Relish               |
| 08.09.2003       | 08  | Wysokie ciśnienie                      | Busting                             |
|                  |     |                                        |                                     |
| 09.09.2003       | 09  | Bardzo zły pomysł                      | Very Bad Idea                       |
| 09.09.2003       | 09  | Karaluchy                              | Cockroaches                         |
|                  |     |                                        |                                     |
| 10.09.2003       | 10  | Kosmici z East Gackle                  | It Came from East Gackle            |
|                  |     |                                        |                                     |
| 11.09.2003       | 11  | Wybory                                 | Campaign in the Butt                |
|                  |     |                                        |                                     |
| 12.09.2003       | 12  | Wycieczka                              | Road Trip                           |
| 12.09.2003       | 12  | Śnieg                                  | Snow Job                            |
|                  |     |                                        |                                     |
| 13.09.2003       | 13  | Najlepsi wrogowie                      | Best Enemies                        |
|                  |     |                                        |                                     |
| 14.09.2003       | 14  | Maskotka                               | Mascot                              |
|                  |     |                                        |                                     |
| 15.09.2003       | 15  | Yeti                                   | Little Foot                         |
| 15.09.2003       | 15  | Dziadek                                | Grandpa Crazy                       |
|                  |     |                                        |                                     |
| 16.09.2003       | 16  | Wakacje z krasnalami                   | Gnome for the Holidays              |
|                  |     |                                        |                                     |
| 17.09.2003       | 17  | Tajne Królewskie Stowarzyszenie Zombie | The Royal Secret Society of Zombies |
|                  |     |                                        |                                     |
| 18.09.2003       | 18  | Świąteczny chaos                       | Merry Chaos                         |
|                  |     |                                        |                                     |
| 19.09.2003       | 19  | Czysty horror                          | Very Scary Staff                    |
|                  |     |                                        |                                     |
| 20.09.2003       | 20  | Odpowiedzi                             | The Answers                         |
|                  |     |                                        |                                     |
| 21.09.2003       | 21  | Przekręt                               | Wag the Kid                         |
|                  |     |                                        |                                     |
| 22.09.2003       | 22  | Taniec pingwina                        | Bring it Off                        |
|                  |     |                                        |                                     |
| 23.09.2003       | 23  | Dowcipy na tony                        | Pranks a Lot                        |
|                  |     |                                        |                                     |
| 24.09.2003       | 24  | Niezamaskowani Maruderzy               | Un-Masked Marauders                 |
|                  |     |                                        |                                     |
| 25.09.2003       | 25  | Bez wyjścia                            | The Great American Lock-in          |
|                  |     |                                        |                                     |
| 26.09.2003       | 26  | Bożyszcze nastolatek                   | Teendreamboats                      |
|                  |     |                                        |                                     |
| SERIA DRUGA      |     |                                        |                                     |
|                  |     |                                        |                                     |
| 01.01.2005       | 27  | Ach, ten Jean-Thomas!                  | What’s with Jean-Thomas?            |
|                  |     |                                        |                                     |
| 02.01.2005       | 28  | Anonimowy astrolog                     | The Fortunate One                   |
|                  |     |                                        |                                     |
| 03.01.2005       | 29  | Miłość w czasach grozy                 | The Musical Fruit                   |
|                  |     |                                        |                                     |
| 04.01.2005       | 30  | Problem wagi ciężkiej                  | Weight to Go, Andy!                 |
|                  |     |                                        |                                     |
| 05.01.2005       | 31  | Papierowy incydent                     | The Toilet Paper Fiasco             |
|                  |     |                                        |                                     |
| 06.01.2005       | 32  | Jabłka i żarty                         | Prankster to the Core               |
|                  |     |                                        |                                     |
| 07.01.2005       | 33  | Gra w golfa                            | Fore!                               |
|                  |     |                                        |                                     |
| 08.01.2005       | 34  | Dzień sportu i kawałów                 | Prank and Field Day                 |
|                  |     |                                        |                                     |
| 09.01.2005       | 35  | Psychologiczne gierki                  | Mind Games                          |
|                  |     |                                        |                                     |
| 10.01.2005       | 36  | Siostrzyczka Jen                       | Nurse Jen                           |
|                  |     |                                        |                                     |
| 10.02.2005       | 37  | Żółty śnieg                            | Don’t Eat the Yellow Snow           |
|                  |     |                                        |                                     |
| 11.02.2005       | 38  | Andyzaurus rex                         | Andysaurus Rex                      |
|                  |     |                                        |                                     |
| 12.02.2005       | 39  | Melasa                                 | Molasses                            |
|                  |     |                                        |                                     |
| 13.02.2005       | 40  | Dobrana para                           | A Match Made in East Gackle         |
|                  |     |                                        |                                     |
| 14.02.2005       | 41  | Światła, kamera, ojej!                 | Lights, Camera, Ooops!              |
|                  |     |                                        |                                     |
| 15.02.2005       | 42  | Nowy numerant                          | New Kid on the Chopping Block       |
|                  |     |                                        |                                     |
| 16.02.2005       | 43  | Niebezpieczny sport                    | Stone Cold                          |
|                  |     |                                        |                                     |
| 17.02.2005       | 44  | Wojna restauracji                      | Food for Thought                    |
|                  |     |                                        |                                     |
| 18.02.2005       | 45  | Końskie wybryki                        | The Buck Stops Here                 |
|                  |     |                                        |                                     |
| 19.02.2005       | 46  | Życie to loteria                       | Life Is a Lottery, Old Chum         |
|                  |     |                                        |                                     |
| 20.02.2005       | 47  | Wielkie nic                            | Bluebeard’s Carte                   |
|                  |     |                                        |                                     |
| 21.02.2005       | 48  | Rozrywkowe życie Spanka                | Spanky Pranky Hanky Panky           |
|                  |     |                                        |                                     |
| 22.02.2005       | 49  | Kochany tatuś                          | Daddy Dearest                       |
|                  |     |                                        |                                     |
| 23.02.2005       | 50  | Impreza u Jervisa                      | The Party                           |
|                  |     |                                        |                                     |
| 24.02.2005       | 51  | Wszyscy gotowi                         | All Dressed to Go                   |
|                  |     |                                        |                                     |
| 25.02.2005       | 52  | Pan East Gackle jedzie do Moosehoof    | Mr. E.G. Goes to Moosehoof          |
|                  |     |                                        |                                     |
| SERIA TRZECIA    |     |                                        |                                     |
|                  |     |                                        |                                     |
| 01.04.2007       | 53  | Romantyczny dowcipniś                  | Romancing the Prank                 |
|                  |     |                                        |                                     |
| 01.04.2007       | 54  | Sama słodycz i numery                  | Andy Pranky Pudding and Pie         |
|                  |     |                                        |                                     |
| 01.04.2007       | 55  | Więzi rodzinne                         | The Heart of Prankness              |
|                  |     |                                        |                                     |
| 01.04.2007       | 56  | Nie zabijajcie posłańca                | Don’t Shoot the Messenger           |
|                  |     |                                        |                                     |
| 02.04.2007       | 57  | Straszna Teri                          | Scary Teri                          |
|                  |     |                                        |                                     |
| 03.04.2007       | 58  | Feralna rocznica                       | Hapless Anniversary                 |
|                  |     |                                        |                                     |
| 04.04.2007       | 59  | Zabić Karibu                           | To Kill a Caribou                   |
|                  |     |                                        |                                     |
| 05.04.2007       | 60  | Numer wisi w powietrzu                 | Pranks Are in the Air               |
|                  |     |                                        |                                     |
| 06.04.2007       | 61  | W drobny mak                           | I Fall to Pieces                    |
|                  |     |                                        |                                     |
| 07.04.2007       | 62  | Romantyczny numerant                   | She Pranks Me, She Pranks Me Not    |
|                  |     |                                        |                                     |
| 08.04.2007       | 63  | Numerazzi                              | Prank-a-razzi                       |
|                  |     |                                        |                                     |
| 09.04.2007       | 64  | Farma miłości                          | On the Farm                         |
|                  |     |                                        |                                     |
| 10.04.2007       | 65  | Wymiana uczniowska                     | The Exchange Student                |
|                  |     |                                        |                                     |
| 11.04.2007       | 66  | Tatuś!                                 | Daddy!                              |
|                  |     |                                        |                                     |
| 12.04.2007       | 67  | Skandal!                               | Scooped                             |
|                  |     |                                        |                                     |
| 13.04.2007       | 68  | Chłopiec, który wołał Hau              | The Boy Who Cried Woof              |
|                  |     |                                        |                                     |
| 14.04.2007       | 69  | Duchowy numer                          | A Ghost of Prank                    |
|                  |     |                                        |                                     |
| 15.04.2007       | 70  | Numery chodzą parami                   | One Good Prank Deserves Another     |
|                  |     |                                        |                                     |
| 16.04.2007       | 71  | Przyczajony w piwnicy                  | It Lurks in the Crawl Space         |
|                  |     |                                        |                                     |
| 17.04.2007       | 72  | Numerowy patrol                        | Prank-Watch                         |
|                  |     |                                        |                                     |
| 18.04.2007       | 73  | Numeranckie wakacje                    | The Pranks Days of Summer           |
|                  |     |                                        |                                     |
| 19.04.2007       | 74  | Dar numeranctwa                        | The Gift of Prank                   |
|                  |     |                                        |                                     |
| 20.04.2007       | 75  | Numeromania                            | Prank-o-Mania                       |
|                  |     |                                        |                                     |
| 21.04.2007       | 76  | Numer, którego nie było                | The Prank That Never Happened       |
|                  |     |                                        |                                     |
| 22.04.2007       | 77  | Mistrzowska mama                       | Master Mom                          |
|                  |     |                                        |                                     |
| 23.04.2007       | 78  | Śmierdzący numerek                     | A Passing Prank                     |
|                  |     |                                        |                                     |

## W innych językach
| język        | tytuł                      |
| ------------ | -------------------------- |
| Polski       | Ach, ten Andy!             |
| Angielski    | What’s with Andy?          |
| Czeski       | Co je, Andy?               |
| Francuski    | Sacré Andy!                |
| Niderlandzki | What’s with Andy           |
| Niemiecki    | Typisch Andy!              |
| Rosyjski     | Что с Энди? (Czto s Endi?) |
| Rumuński     | Ce-i cu Andy?              |
| Turecki      | Andy’nin Nesi Var?         |
| Węgierski    | Andy, a vagány             |
| Bułgarski    | Ах, Анди (Ach, Andi)       |
| Ukraiński    | Що з Ендi? (Szczo z Endi?) |